# IsraAid
IsraAid of voluit The Israel Forum for International Humanitarian Aid (Hebreeuws: עזר מציון) is een overkoepelende Israëlische liefdadigheidsorganisatie. 
De organisatie is opgericht in 2001 door meer dan 35 Israëlische niet-gouvernementele organisaties die actief zijn in de ontwikkelingssamenwerking en hulpverlening wereldwijd. Tot haar leden behoren onder andere B'nai B'rith International, het Jeruzalem AIDS Project, Verenigde Joodse Gemeenschappen (UJC), Joint Distribution Committee (JDC), A Child’s Heart, de Israëlische Vrienden van Tibet en Hulp Zonder Grenzen (AWB). IsraAID verklaart dat haar leden 'geloven in het leveren van humanitaire hulp wereldwijd aan mensen in nood, ongeacht religie, ras, geslacht, nationaliteit, leeftijd en handicap'.
IsraAid was sterk actief in Haïti na de zware aardbeving van januari 2010.